# Zerbrechlicher Schlangenstern
Der Zerbrechliche Schlangenstern (Ophiothrix fragilis) ist ein Schlangenstern der Gattung Ophiothrix in der Familie Ophiothricidae und der Ordnung Ophiurida, der im östlichen Atlantischen Ozean verbreitet ist.

## Merkmale
Die Körperscheibe erreicht einen Durchmesser von bis zu 2 cm, die fünf Arme das Fünffache des Körperscheibendurchmessers. Die Farbe variiert stark von dunkelviolett bis weiß, gelblich, orange oder rötlich, oft mit roten Flecken, wobei die Arme meist weiß oder grau mit roten Streifen sind. Mit Ausnahme der auffälligen nackten Radialschilde ist die Oberseite der Körperscheibe mit kurzen oder auch längeren Stacheln bedeckt. Die Unterseite der Körperscheibe ist mit Ausnahme des proximalen Teils mit kurzen Stacheln überzogen. Die dorsalen Armplatten sind nackt und haben einen mehr oder weniger deutlichen Längskiel. Die ventralen Armplatten sind annähernd rechteckig mit einer kleinen proximalen Einsenkung und einer leicht konkaven Außenkante. Pro Segment gibt es generell 7 Paar aufrechter und oft gezähnter Armstacheln. Die Öffnungen für die Saugfüßchen sind teilweise von einer kleinen Tentakelschuppe bedeckt. Auf der Oberseite des Kiefers sitzen eine Gruppe von Zahnpapillen und eine vertikale Reihe breiter Zähne, doch gibt es keine Mundpapillen. Im Mund befinden sich zwei Paar Saugfüßchen.

## Verbreitung
Ophiothrix fragilis ist im östlichen Atlantischen Ozean von den Lofoten, Island und Norwegen über die gesamte Westküste Afrikas bis zum Kap der Guten Hoffnung, an den Azoren, im Mittelmeer und an allen Küsten der Nordsee verbreitet
Der Zerbrechliche Schlangenstern bevorzugt harte Substrate, aber auch Sand und ist vom Ufer bis in Meerestiefen von 350 m oft in leeren Schalen oder unter Steinen zu finden.

## Entwicklungszyklus
Ophiothrix fragilis ist getrenntgeschlechtlich und wird etwa 5 bis 10 Jahre alt. Seine Geschlechtsreife erreicht er mit etwa 6 bis 10 Monaten, und in den Monaten von Juni bis Oktober kommen Männchen und Weibchen zusammen, die beide ihre Gameten ins frei Meerwasser entlassen, so dass äußere Befruchtung stattfindet. Aus den Zygoten entwickeln sich frei schwimmende Larven, die nach 11 bis 30 Tagen niedersinken und zu kleinen Schlangensternen metamorphosieren.

## Lebensweise
Der Zerbrechliche Schlangenstern ernährt sich als Aasfresser von einer Reihe toter Organismen. Darüber hinaus vermag er als Filtrierer mit erhobenen Armen und ausgestreckten Saugfüßchen Partikel aus Detritus aus dem vorbeiströmenden Meerwasser zu fischen, die mit den Armen zum Mund geführt werden.